# Mesosmylina mongolica
Mesosmylina mongolica là một loài côn trùng trong họ Osmylidae thuộc bộ Neuroptera. Loài này được Ponomarenko miêu tả năm 1984.